# Су Бин
Су Бин (кит. 史明, при рождении Линь Чао-хуэй, 林朝暉; 9 ноября 1918 — 20 сентября 2019) — китайский и тайваньский политический деятель, историк, активный организатор движения за независимость Тайваня. Участник неудачного покушения на Чан Кайши, вынужденный бежать в Японию и получивший прозвище «тайваньского Че Гевары». Старший советник президента Цай Инвэнь (2016—2019).

## Биография

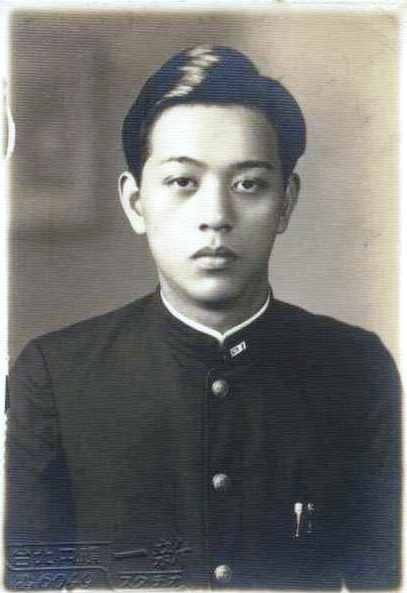
Студент Су Бин в 1937 году

Закончив Университет Васэда, где изучал экономику и политические науки, он отбыл в материковый Китай, где начал сотрудничество с коммунистическим подпольем, однако в КПК не вступал. С отступлением гоминьдановцев на Тайвань также бежал из Циндао на остров, где в 1950 году образовал вооружённую организацию за независимость Тайваня, планировавшую физически устранить Чан Кайши.
Однако когда в 1951 году властями был обнаружен схрон с оружием на участке его бабушки, он несколько месяцев скрывался, а затем в мае 1952 года сбежал на барже, гружённой бананами, в Японию, где его сперва подвергли заключению за нелегальное прибытие в страну, однако в итоге предоставили политическое убежище, когда гоминьдановские власти объявили его в розыск за планирование покушения на их генералиссимуса.
В 1954 году он открыл ресторан, в котором подавал лапшу, но также использовал как тайный штаб по связям с тайваньскими подпольщиками. Его труд «400 лет истории Тайваня» вышел в 1962 году на японском, в 1980 на китайском и в 1986 на английском; при работе над ним он впервые использовал псевдоним Су Бин. На родину смог вернуться в 1993 году.

## Книги
- Su Bing. Taiwan’s 400 Year History: The Origins and Continuing Development of the Taiwanese Society and People (1986)